# Culex univittatus
Culex univittatus är en tvåvingeart som beskrevs av Theobald 1901. Culex univittatus ingår i släktet Culex och familjen stickmyggor. Inga underarter finns listade i Catalogue of Life.